# Micrathena gracilis
Micrathena gracilis es una especie de araña de la familia Araneidae.

## Localización y características
Es una especie que se distribuye por Estados Unidoscentro de México.
Esta araña teje una red medianamente grande, puede ser de 30 cm de diámetro (aproximadamente), en áreas boscosas y en arbustos. Es inofensiva para los seres humanos. Las hembras miden entre 8 y 10 mm de largo, la esperanza de vida en general es de un año.